# Observatório Astronômico Nacional de Llano del Hato
Instalações do Observatório Astronómico Nacional de Llano del Hato
O Observatório Astronômico Nacional de Llano del Hato (em espanhol: Observatorio Astronómico Nacional de Llano del Hato) é um observatório astronômico localizado na Venezuela (código IAU: 303). O observatório está a 3.600 metros acima do nível do mar e é o principal observatório do país. Ele está situado acima da aldeia de Llano del Hato nos Andes venezuelanos, não muito longe de Apartaderos, que fica cerca de 50 quilômetros ao nordeste de Mérida, Estado de Mérida.